# Ljudkonst
Ljudkonst är ett vitt begrepp som omfattar olika, ofta genreöverskridande, konstuttryck där ljud och lyssnande är i fokus. Inom detta löst definierade fält samlas olika uttryck som exempelvis konkret poesi, elektroakustisk musik, noisemusik, ljudinstallationer, videokonst, text-ljud-komposition, spoken word, avantgardistisk poesi, experimental teater och film, happenings och performance. På grund av begreppets inkluderande karaktär omfattar ljudkonst både bildkonst, musik, teater och litteratur, och kan diskutera vilka ämnen som helst, precis som övrig samtida konst.
En del av de historiska rötterna för den västerländska ljudkonsten finns i konstmusiken från tidigt 1900-tal exempelvis hos futuristen Luigi Russolo med sin Intonarumori och de oljudsmaskiner som futuristerna skapade. Tidiga utövare av en mer icke-musikalisk tradition är exempelvis Kurt Schwitters, Hugo Ball, Tristan Tzara, och Henri-Martin Barzun. Många av dessa ljudkonstnärer har också funnit inspiration i en äldre muntlig berättartradition och olika folkliga uttryck som exempelvis liturgiskt recitativ sång och ramsor.
En annan tidig inspirationskälla var den framväxande stadens ljud som bland annat blev en symbol för framtidstro och utveckling. Den tidiga ljudkonstens utövare finner man främst bland futurister, dadaister, surrealister, medlemmar av Wiener Gruppe, situationister och utövare inom fluxusrörelsen. Andra konstkategorier som fungerat som utgångspunkt för ljudkonst är exempelvis konceptuell konst, minimalism och platsspecifik konst.

## Bildgalleri

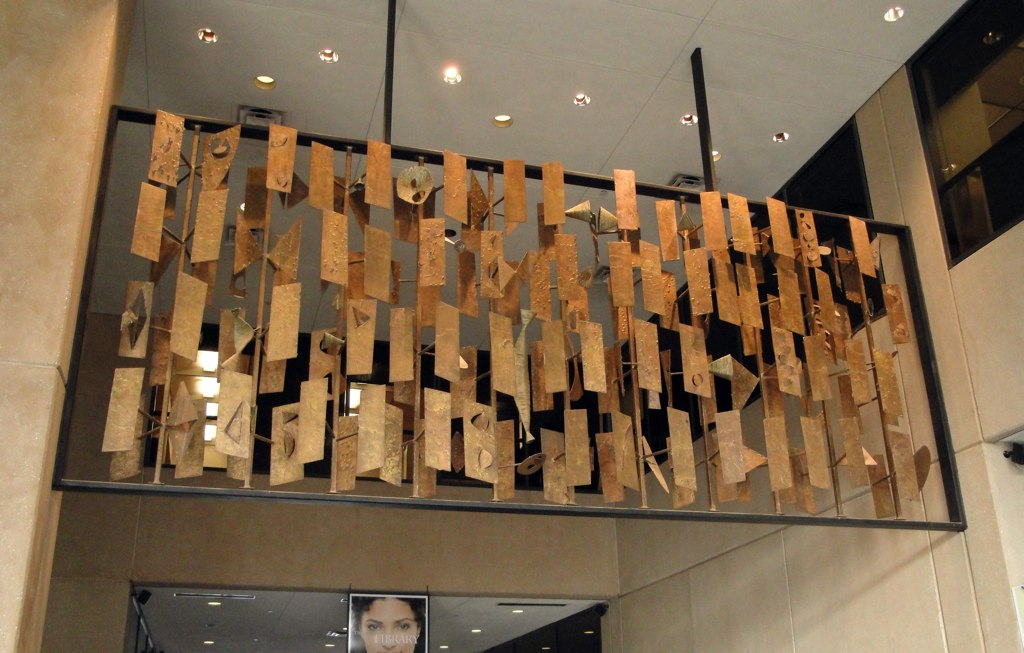
Harry Bertoia, Textured Screen, 1954
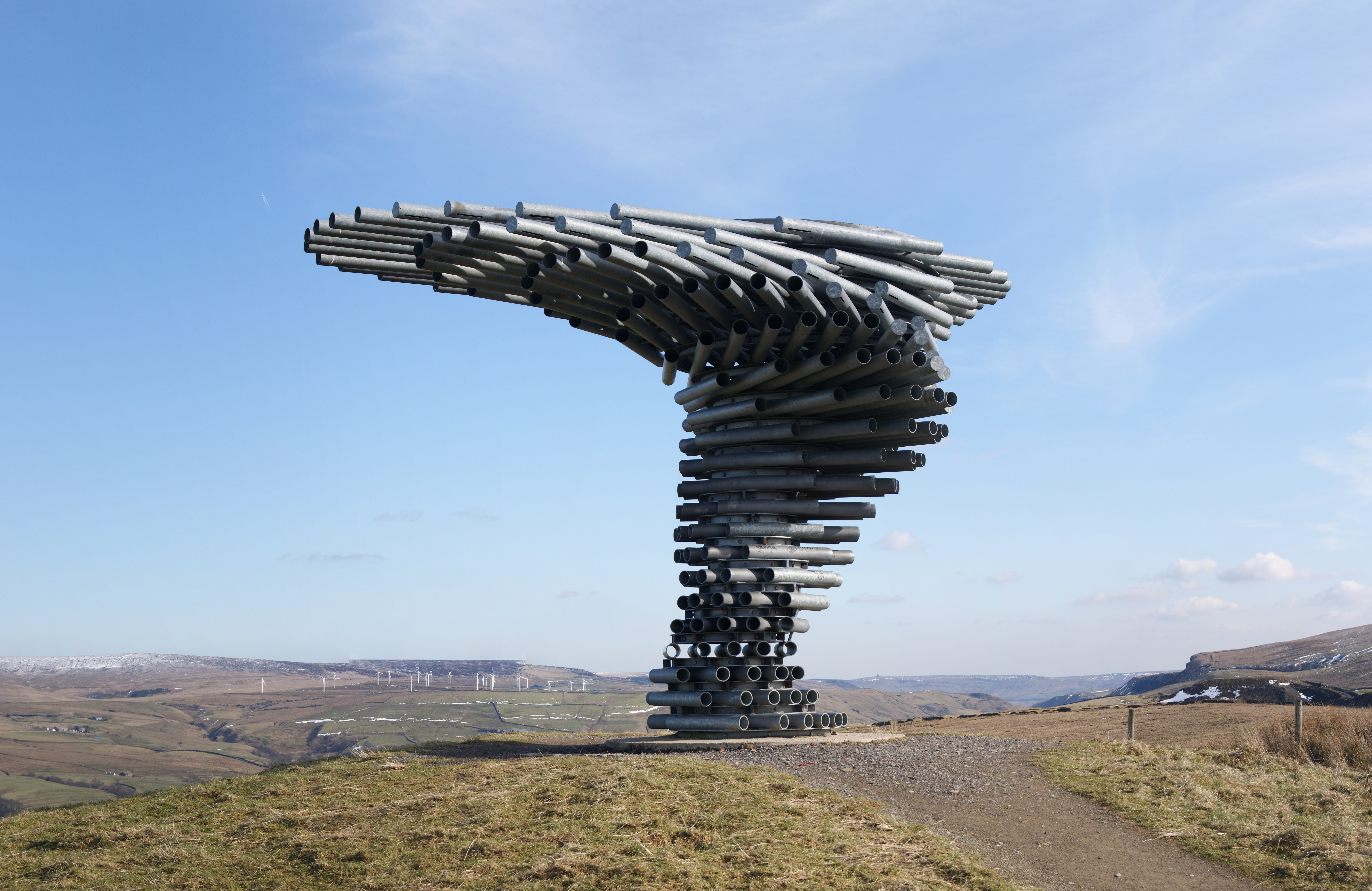
Panopticons, The Singing Ringing Tree
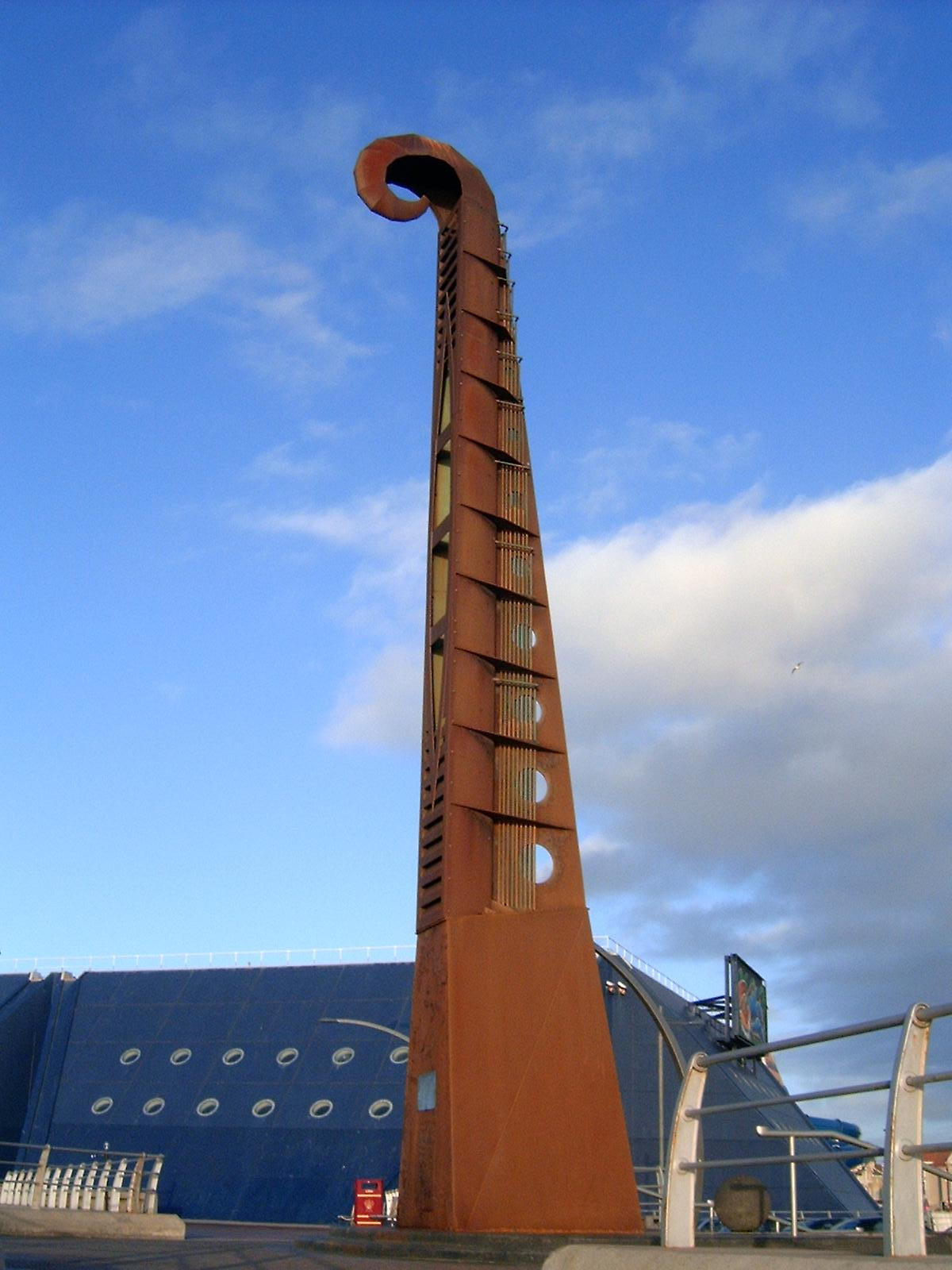
The Blackpool High Tide Organ
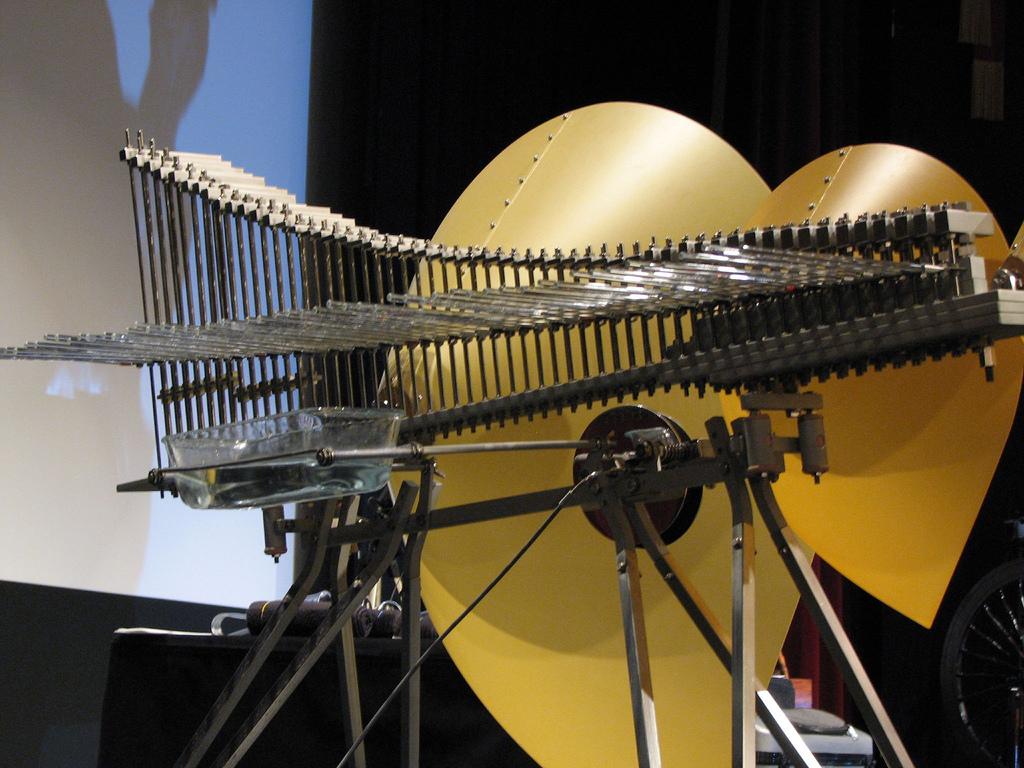
The Cristal Baschet
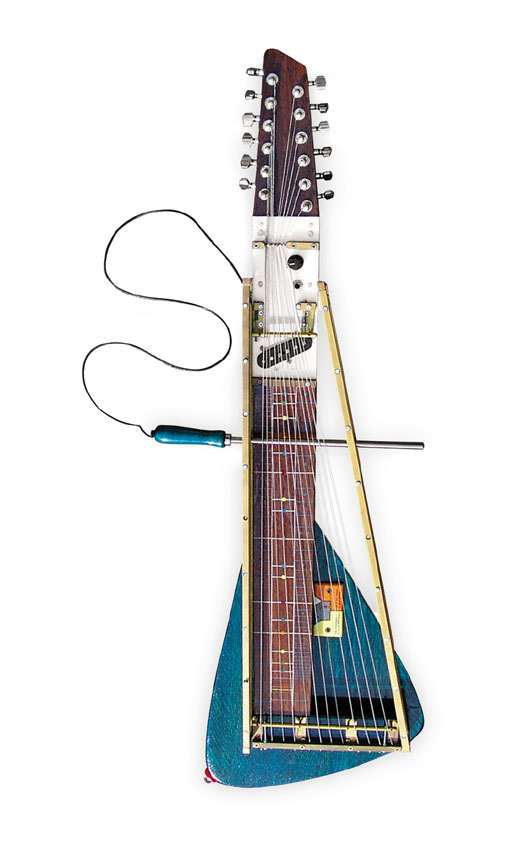
Yuri Landman, Moodswinger, 2006
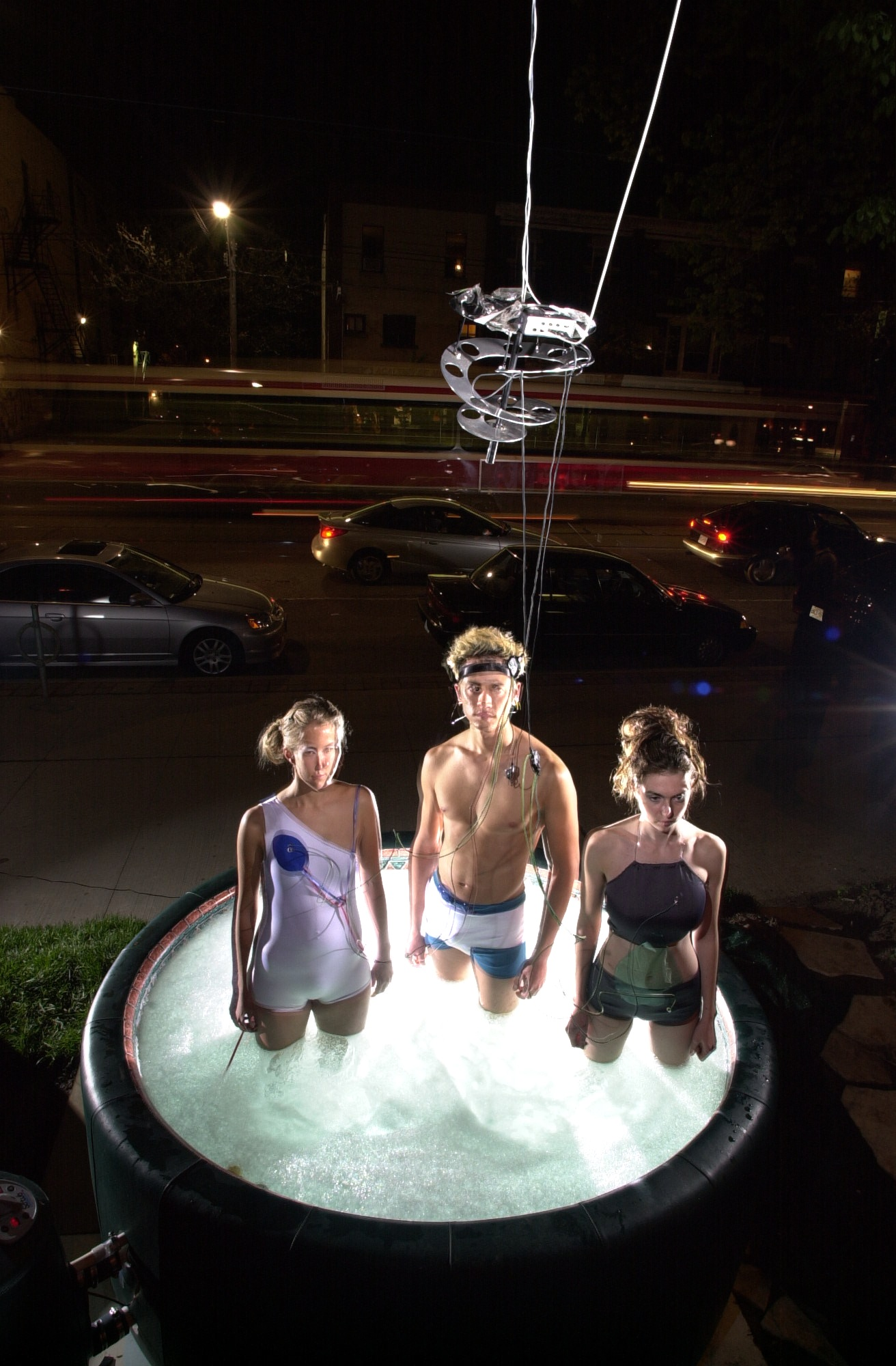
Fotodokumentation av projektet Telematic tubs against terror från 2003.
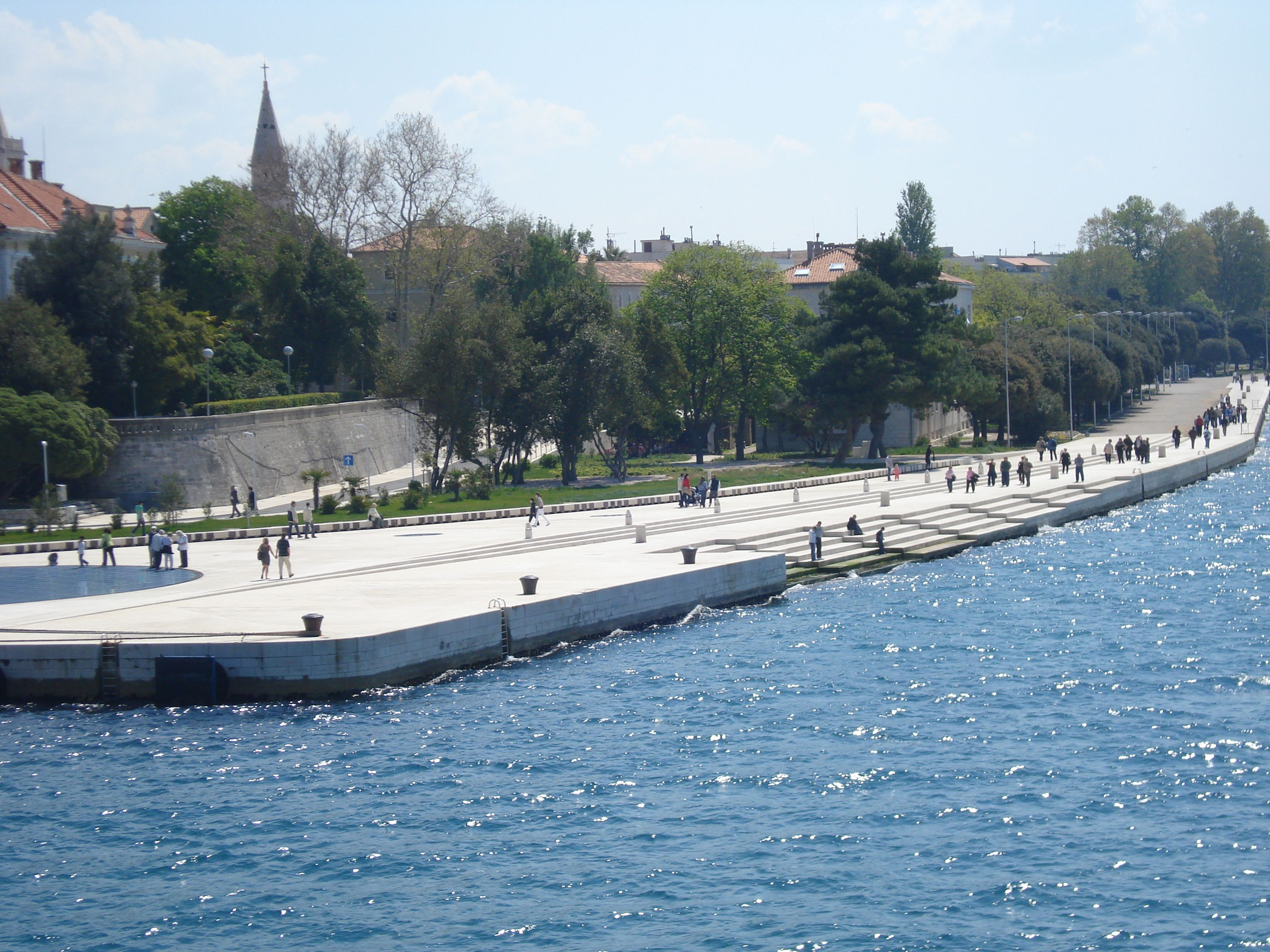
Andrej ŠalovsSea organ i Kroatien, 2008.